# Rigidité (mathématiques)
Pour les articles homonymes, voir Rigidité.
 (septembre 2024).
Si vous disposez d'ouvrages ou d'articles de référence ou si vous connaissez des sites web de qualité traitant du thème abordé ici, merci de compléter l'article en donnant les références utiles à sa vérifiabilité et en les liant à la section « Notes et références ».
Une collection d'objets mathématiques est dite rigide si chacun de ses éléments est déterminé de façon unique par moins d'informations que ce qui semblerait a priori nécessaire. Cette définition informelle est à préciser selon le contexte. 

## Exemples
- Les fonctions harmoniques sur le disque unité sont rigides au sens où elles sont déterminées de façon unique par leurs valeurs au bord.
- Les fonctions holomorphes (définies sur un ouvert connexe du plan) sont déterminées par leurs dérivées à tout ordre en un seul point. Le lemme de Schwarz est aussi un exemple de leur rigidité.
- Les polynômes à coefficients dans un corps (par exemple les polynômes à coefficients réels ou complexes) ont également une structure rigide : ils sont déterminés par leurs valeurs sur n'importe quel ensemble infini. Dans le cas du corps des nombres complexes, le théorème fondamental de l'algèbre témoigne de la rigidité des polynômes : ceux-ci sont déterminés, de manière biunivoque, par leurs zéros avec multiplicités (en nombre fini) et leur coefficient dominant.
- Les applications linéaires d'un espace vectoriel X dans un espace vectoriel Y sont rigides au sens où chacune est entièrement déterminée par ses valeurs sur n'importe quelle base de X.
- Le théorème de rigidité de Mostow (en) fournit des conditions suffisantes relativement faibles pour que deux variétés à courbure négative soient isomorphes.
- Les bons ordres sont rigides au sens où il existe au plus un monomorphisme (i. e. une injection croissante) de l'un dans l'autre (et a fortiori au plus un isomorphisme ; en particulier le seul automorphisme d'un bon ordre est l'identité).
- Un théorème de Cauchy établit qu'un polytope convexe est déterminé de façon unique par la géométrie de ses faces et la donnée combinatoire de son graphe d'adjacence.